# 다케모토 마사오
다케모토 마사오(일본어: 竹本 正男, 1919년 9월 29일 ~ 2007년 2월 2일)는 일본의 체조 선수로, 2개의 세계 타이틀 우승과 7개의 올림픽 메달을 획득하였다.

## 선수 생활
시마네현 하마다시 출신으로 1952년 헬싱키 올림픽에 첫 국제 데뷔하여 뜀틀에서 소비에트 연방의 빅토르 추카린에게 0.050 득점 차이로 패하여 은메달을 획득하였다. 2년 후, 세계 선수권 대회에서 발렌틴 무라토프와 19.250 동점으로 마루 운동 우승을 나누었다. 이 대회에서 단체전 은메달과 평행봉 동메달을 따기도 하였다.
1956년 멜버른 올림픽에서는 철봉, 평행봉, 링에서 3개의 동메달리스트가 되었고, 1958년 세계 선수권에서는 성공적으로 마루 운동 타이틀을 유지하여 단독적으로 우승하였다. 또한 도마와 단체전 2위, 철봉 3위를 하기도 하였다.
2년 후에 로마 올림픽에서 아이하라 노부유키, 엔도 유키오, 미쓰쿠리 다카시, 오노 다카시, 쓰루미 슈지와 함께 단체전을 우승하여 첫 올림픽 금메달을 획득하였다. 철봉에서는 오노 다카시에게 밀려 2위로 왔다. 1997년에는 국제 체조 명예의 전당에 헌액되었고 2007년 2월 2일 향년 87세의 나이에 가나가와현에서 암으로 사망하였다.